# Kindberg
Kindberg est une commune autrichienne du district de Bruck-Mürzzuschlag en Styrie. L'emblème de Kindberg est le Kindberger Zunftbaum, un poteau en bois (Arbre de mai) d'environ 30 mètres de haut situé sur la place principale.

## Géographie
Kindberg se trouve dans la vallée de la Mürz, à environ 17 km au nord-est de Bruck an der Mur et à environ 20 km au sud-ouest de Mürzzuschlag.

## Histoire
Au 8e siècle, les premiers colons bavarois se sont installés dans le Mürztal. Une colonisation et un défrichement plus intensifs ont eu lieu au 12e siècle. Le 8 mai 1267, l'un des pires tremblements de terre de l'histoire de l'Autriche s'est produit près de Kindberg.
Entre 1779 et 1786 a lieu l'une des plus terribles séries de meurtres en Autriche : Un domestique de 30 ans ("le Herzlfresser") a tué six femmes et a mangé le cœur de deux d'entre elles.
Kindberg est réputé pour ses décorations florales. Lors du concours européen "Entente Florale Europe", Kindberg a reçu une médaille d'or en 2003 et une médaille d'argent en 1997 dans la catégorie "ville".
En 2020, un fragment de météorite pesant 233 grammes a été trouvé à Kindberg - la première découverte d'une météorite autrichienne depuis 44 ans.